# David Lloyd Stewart
David Lloyd Stewart (nacido en Waterloo, Londres, 30 de diciembre de 1950) es un músico inglés que actualmente trabaja con la cantante Barbara Gaskin. Trabajó como comentarista en revistas, escribió libros sobre teoría musical y tocó teclados en varias bandas de rock progresivo de la escena Canterbury: Uriel, Egg, Arzachel, Khan, Hatfield and the North, Gong, National Health, Bruford y Rapid Eye Movement. Contribuyó con música para varios proyectos de TV y radio de Victor Lewis-Smith.
La carrera de Stewart comenzó en la banda Uriel, con Mont Campbell (bajo, vocal), Steve Hillage (guitarra) y Clive Brooks (batería). La banda hizo giras, pero nunca consiguió grabar un disco. Después que Hillage salió, los otros tres formarán  Egg, a pesar de esto se unieron grabando un disco con el nombre de Arzachel. En 1972, Stewart participó del disco Space Shanty de Khan, banda formada por Hillage.
Em 1973, Stewart se unió a Hatfield and the North. Él se retira en 1975 y, luego de hacer una gira con Gong fundó National Health con el tecladista Alan Gowen. El primer baterista de National Health fue Bill Bruford, y Stewart ayudó en ser su primer disco solitario, Feels Good to Me (1977) y no en su proyecto Bruford.
Entre 1980 y 1981, Stewart lideró Rapid Eye Movement con Rick Biddulph (bajo, vocal), que fue ingeniero de sonido en vivo para Hafield y National Health, Pip Pyle (batería), también retirado de Hatfield y National Health; y Jakko Jakszyk (guitarra).
Su primer sencillo de éxito sobre su propio nombre fue una colaboración con Colin Bluntsone, fundador y vocalista de Zombies. Los dos hicieron una versión del clásico de soul "What Becomes of the Broken Hearted"; este sencillo llegó en la 13.ª posición en las listas británicas. Luego, Stewart llamó a su excolega en Hatfield Barbara Gaskin para grabar una versión de "It's My Party", que llegó al primer puesto en el Reino Unido y Alemania, lanzado en 1981. Ese mismo año también participó en una reunión de National Health. Desde entonces han continuado trabajando juntos, aunque Stewart ha participado en otros proyectos como cuando ayudó a producir el primer disco de Earthworks de Bill Bruford.